# Newbern (Tennessee)
Newbern es un pueblo ubicado en el condado de Dyer en el estado estadounidense de Tennessee. En el Censo de 2010 tenía una población de 3.313 habitantes y una densidad poblacional de 262,23 personas por km².

## Geografía
Newbern se encuentra ubicado en las coordenadas 36°7′2″N 89°16′9″O / 36.11722, -89.26917. Según la Oficina del Censo de los Estados Unidos, Newbern tiene una superficie total de 12.63 km², de la cual 12.63 km² corresponden a tierra firme y (0%) 0 km² es agua.

## Demografía
Según el censo de 2010, había 3.313 personas residiendo en Newbern. La densidad de población era de 262,23 hab./km². De los 3.313 habitantes, Newbern estaba compuesto por el 82.1% blancos, el 12.71% eran afroamericanos, el 0.15% eran amerindios, el 0.33% eran asiáticos, el 0.06% eran isleños del Pacífico, el 2.9% eran de otras razas y el 1.75% pertenecían a dos o más razas. Del total de la población el 5.01% eran hispanos o latinos de cualquier raza.